# عمالة قسنطينة

خريطة إدارية للجزائر الفرنسية من 1934 إلى 1955، تُظهر قسم قسنطينة باللون الأحمر

كانت عمالة قسنطينة عمالة فرنسية في الجزائر، حيث كانت موجودة بين عامي 1848 و1962، ويشار إلى منطقة القسم السابق، التي تتمركز في مدينة قسنطينة.

## تاريخ
كانت قسطنطين جزءا من مقاطعة إفريقيا الرومانية التي تضمنت أيضًا مناطق تقع شرقا (ما يعرف اليوم بتونس وتريبوليتانيا [غرب ليبيا]). في العصور الوسطى، كانت جزءا من إفريقيا العربية التي كانت متجانسة إلى حد كبير مع المقاطعة الرومانية.
في ظل الحكم العثماني، ضمت مدينة قسنطينة بإيالة الجزائر وحكمها الباي، عيّنته سيدة الجزائر العاصمة. البيك الأخير، أحمد بيك، الذي حكم من 1826 إلى 1848،  قاد السكان المحليين في مقاومة شرسة لقوات الاحتلال الفرنسية  بعد غزوهم في عام 1830. في عام 1837، تم غزو الأراضي الفرنسية من قبل الفرنسيين، الذي أعاد البيك كحاكم للمنطقة. بقي في هذا المنصب حتى عام 1848، عندما أصبحت المنطقة جزءا من مستعمرة الجزائر وتم خلعه.

### تشكيل

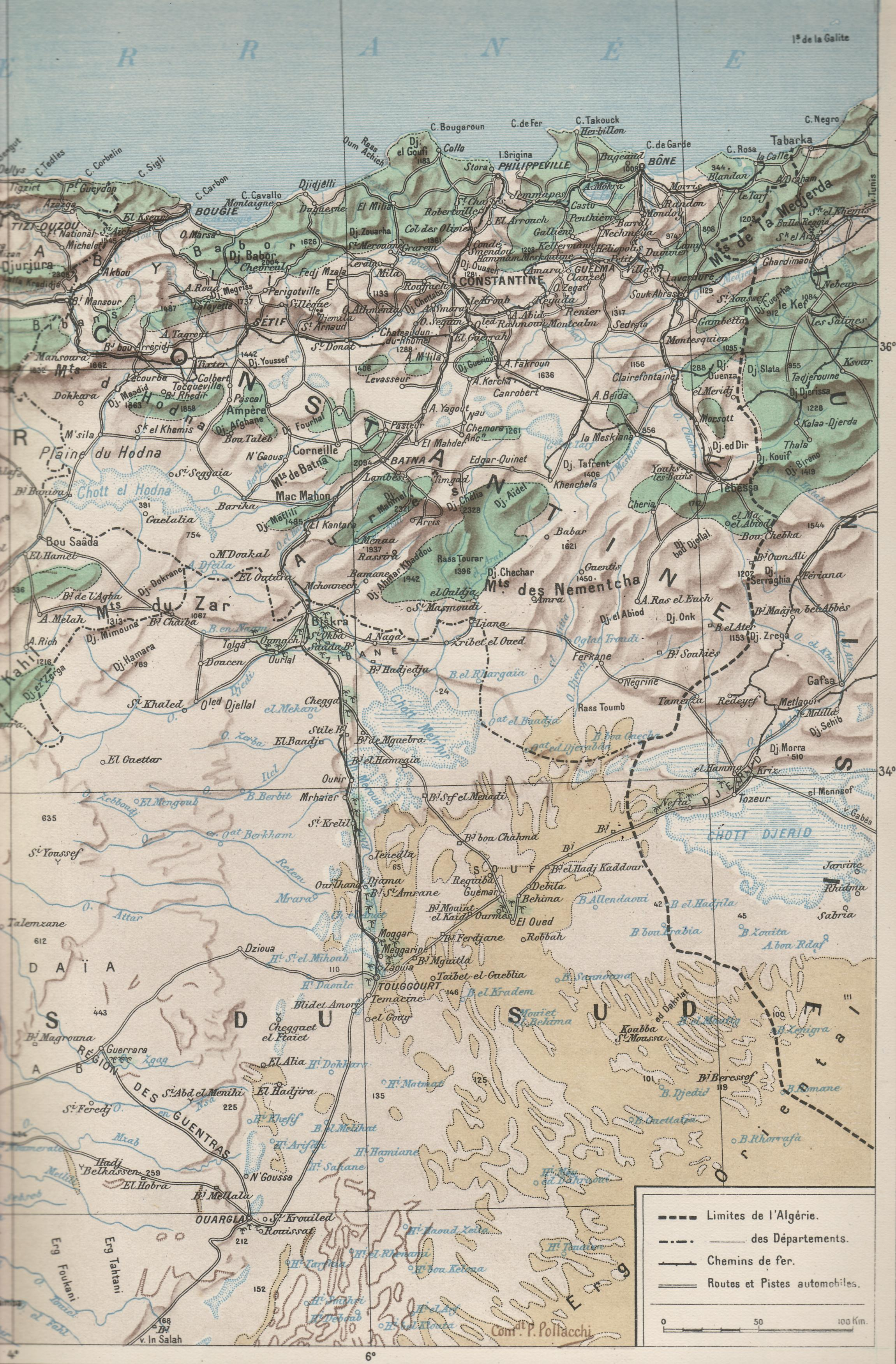
خريطة جغرافية لرحيل قسطنطين عام 1930

كانت الجزائر إحدى المقاطعات الفرنسية، وقد تم تقسيمها إلى أقسام في 9 ديسمبر 1848. وقد حلت ثلاث مناطق مدنية محل البيليكات الثلاثة التي قسم فيها الحكام العثمانيون السابقون الإقليم. أصبحت المدينة الرئيسية في القسم الشرقي، وتسمى أيضا قسنطينة، محافظة الإدارة التي تحمل اسما، وكان القسمان الجزائريان الآخران هما وهران في الغرب والجزائر في الوسط.
غطت قسطنطين مساحة 87,578 كيلومتر مربع، وتتألف من ست دوائر: هذه هي باتنة وبون وبوجيمة وقالمة وسكيكدة وسطيف.
لم يتم ضم الصحراء حتى الخمسينيات إلى الجزائر المقسمة إلى مناطق، وهو ما يفسر السبب في أن القسم الشرقي من قسنطينة كان مقتصراً على ما هو شمال شرق الجزائر اليوم.

### إعادة التنظيم والاستقلال الجزائري
في 7 أغسطس 1955، انفصل الطرف الشرقي لمنطقة قسطنطين وأصبح قسم منفصل لبون. بعد أقل من عامين، في مايو 1957، أدت الزيادات السكانية إلى إنشاء إدارات مستقلة في سطيف وباتنة من الأجزاء الغربية والجنوبية من قسم قسنطينة.
تبلغ مساحة قسنطينة الساحلية المقطوعة إلى حد كبير الآن 19899 كم مربع، وكان يسكنها 1208355 نسمة. تم تقسيمها إلى سبع دوائر: هذه هي عين البيضاء، عين مليلة، كولو، جيجل، الميليا، ميلة، وكما كان الحال من قبل، سكيكدة.
تميزت عملية إعادة تنظيم الدوائر لعام 1957 بتغيير في عدد «اللاحقة» الذي يظهر على لوحات ترخيص السيارات وفي أماكن أخرى تستخدم نفس الرمز. حتى عام 1957 كان قسطنطين رقم "93": بعد عام 1957 أصبح قسم قسطنطين الذي تقلص إلى حد كبير رقم القسم "9D". (في عام 1968، بموجب قانون سُن عام 1964، سيتم إعادة تخصيص الرقم "93" إلى قسم جديد يضم الضواحي الشمالية والشمالية الشرقية لباريس.)
بقي قسم قسطنطين في الوجود بعد استقلال الجزائر وأصبح مقاطعة قسنطينة في عام 1968.